# Irrlicht (Heftreihe)
Irrlicht – unheimliche Geschichten ist eine Romantic-Thriller-Heftromanreihe aus dem Kelter Verlag.

## Daten
Die Reihe startete am 20. Oktober 1991 und war nach den kurzlebigen Reihen Kerzenschein-Roman und Lady Romanze der dritte Versuch des Verlages den erfolgreichen Reihen des Bastei-Verlages etwas entgegenzusetzen. Dabei kommen sowohl Nachauflagen als auch neue Romane zum Abdruck. In späten Ausgaben wurden auch in anderen Reihen des Kelter-Verlages erschienene Hefte nachgedruckt. Nach der ursprünglichen Gaslicht-Reihe ist dies die langlebigste Reihen aus diesem Genre. Irrlicht erscheint wöchentlich.
Die am 23. Oktober 2007 erschienene Nummer 800 wurde vom Verlag besonders beworben und auch das Layout der Nummer unterschied sich von den restlichen Heften. Bis zur Einstellung im Jahr 2019 erschienen 1.405 Nummern.
Die Romane stammen vorrangig von erfahrenen Autoren wie Friedrich Tenkrat, Wilfried A. Hary, Gudrun Voigt, Annely Hahn, Gerty Schiede, Eva Wallmeyer oder Jan Gardemann. Es erscheinen sporadisch aber auch immer wieder Hefte von neuen Autoren.

## Ableger
Neben Irrlicht Exklusiv gab es auch noch eine Taschenheftausgabe. Diese wurde ausschließlich mit Romanen von erfahreneren Autoren zusammengestellt. Die Reihe lief vom 11. Dezember 2006 bis 15. April 2008 und erreichte dabei 40 Hefte.
Irrlicht Exklusiv – unheimliche Geschichten lief vom 25. Januar 1994 bis zum 17. Oktober 2000 und erreichte 328 Ausgaben. Die Reihe wies außer dem Namen keine nennenswerten Unterschiede zu Irrlicht auf.